# Joaquim Pereira Baraona
Joaquim António Pereira Baraona, mais conhecido como Comendador Joaquim Baraona, ComM (Ourique, 23 de Setembro de 1930 − Cascais, 30 de Maio de 2018), foi um empresário português.

## Biografia
Nasceu no concelho de Ourique, no dia 23 de setembro de 1930, filho de José Godinho Baraona e Cecília Maria Pereira Baraona, comerciantes e agricultores. Frequentou a Escola Primária em Ourique, o Colégio Luis de Camões em Lisboa, e o Instituto Industrial de Lisboa, tendo igualmente concluído vários cursos de aperfeiçoamento em Portugal e no estrangeiro, principalmente em Paris.
Destacou-se na posição de provedor na Santa Casa da Misericórdia de Cascais, tendo sido responsável pela remodelação do Hospital, que foi então considerado como um dos mais avançados em território nacional, de um bairro para alojar mais de uma centena de famílias pobres, e de uma creche com capacidade para 120 crianças. Em Cascais, também dirigiu o jornal A Nossa Terra, e exerceu como conselheiro municipal, e presidente da Assembléia Geral dos Bombeiros Voluntários e do Rotary Clube, do qual foi um dos fundadores. Também foi um dos principais impulsionadores da criação do Grupo dos Amigos do Paredão, no sentido de promover a dinamização e manutenção daquela estrutura, que posteriormente se revelou de grande importância. Promoveu igualmente a formação de uma academia em Cascais, e apoiou a Academia das Letras e Artes e a Sociedade Musical, tendo sido presidente do Grupo Dramático e Desportivo. Foi igualmente membro do Conselho de Coordenação Médico Social do Distrito de Lisboa e presidente do Sector de Urbanismo do Grémio da Construção Civil. Em Ourique, presidiu à Assembleia Geral da Santa Casa de Misericórdia e ao Club Sousa Teles. Também planeou a instalação de uma unidade turística no concelho, baseada na vertente da natureza, com actividades ligadas à caça e pesca, mas este empreendimento não chegou a avançar.
Em 23 de Abril de 1974, foi-lhe feita uma homenagem nacional por parte do governo, cerimónia onde estiveram presentes mais de duas mil pessoas. Porém, apenas dois dias depois deu-se uma revolução, tendo Joaquim Baraona sido alvo de perseguições no período de instabilidade que se seguiu. A organização militar do Comando Operacional do Continente emitiu um mandato de detenção, sob a acusação de ser um perigoso reaccionário, tendo as forças comunistas confiscado e vendido em hasta pública todas as suas posses, tanto privadas como da sua empresa. Assim, Joaquim Baraona foi forçado a abandonar o país em 19 de Maio de 1975, tendo-se refugiado no Brasil, na cidade de Vitória, no estado do Espírito Santo.
Foi nomeado como vice-cônsul de Portugal naquele estado, tendo ali exercido igualmente como empresário. Na década de 1970 sido responsável pela instalação de um importante complexo hoteleiro no interior do estado, o Green Park Hotel, que se consolidou como uma alternativa ao tradicional turismo atlântico, divulgando as potencialidades turísticas da região. Foi também um dos impulsionadores do estatuto de cidade-irmã entre a capital do estado, Vitória, e a cidade portuguesa de Cascais. Também no Brasil, foi vice-presidente da Fundação Hospitalar do Município de Domingos Martins, e conselheiro na Associação de Empresas do Mercado Imobiliário do Estado do Espírito Santo. Esteve à frente das empresas PINHAL — Planejamento Imobiliário, URBHOCON — Urbanismo, Hotelaria e Construções, e Vela Branca Imobiliária.
Faleceu no concelho de Cascais, em 30 de Maio de 2018.
Em 30 de Abril de 1974, foi condecorado com o grau de comendador na Ordem do Mérito, Recebeu igualmente o título de irmão honorário da Santa Casa da Misericórdia de Cascais, e cavaleiro da Grã Cruz da Ordem dos Cavaleiros do Santo Sepulcro. Em 25 de Julho de 2022, foi homenageado pela Câmara Municipal de Ourique, durante as comemorações dos 883 anos da Batalha de Ourique. Durante a cerimónia, foi reconhecido pelo presidente da Câmara Municipal, Marcelo Guerreiro, como um ouriquense «de referência», que se afirmou «um pouco por todo o mundo». O seu nome foi colocado numa artéria em Ourique, e numa rotunda em Cascais.
No Brasil, foi homenageado em 11 de Agosto de 1992 com a Ordem do Mérito Judiciário do Trabalho, pelo Tribunal Superior do Trabalho,, tendo igualmente recebido a Comenda Jerônimo Monteiro do estado de Espírito Santo, e a Ordem de Mérito de Belas-Artes da Universidade do Rio de Janeiro, grau de Grande Oficial. Foi condecorado pelo Instituto Internacional de Heráldica e Genealogia com a Medalha Cívica e Cultural Regente Antonio Feijó, classe ouro, e o grau de comendador da Legião Presidente Antônio Carlos.
Casou com Maria Amália Pereira dos Santos Gallis Baraona, tendo sido pai de João Francisco Gallis Pereira Baraona, Francisco José Gallis Pereira Baraona, Paulo Alexandre Gallis Pereira Baraona e Maria Isabel Gallis Pereira Baraona.

## Obras publicadas
- Personalidades da Costa do Estoril (Supereco Propaganda, 1995)
- Rotary Clube de Cascais-Estoril: Meio século ao serviço de Cascais, da comunidade e do Rotary Internacional (Rotary Clube de Cascais-Estoril, 2018)

## Leitura recomendada
- HENRIQUES, João Aníbal (2001). A Montanha. Apontamentos Biográficos de Joaquim Baraona. Cascais: Vão de Escada